# 常堡乡
常堡乡是中国黑龙江省哈尔滨市五常市下辖的一个乡，位于五常市东北方向。

## 行政区划
现辖：
常堡村、周家岗村、中华村、福兴村、兴利村、廿十家村和南岗村。